# Alicia Andrade
Clementina Andrade Rossi, más conocida como Alicia Andrade (Bellavista, Callao, 23 de noviembre de 1924 - 15 de agosto de 2010), fue una cantante, actriz y comediante peruana, conocida por trabajar en los programas cómicos El tornillo, Risas y salsa y Las mil y una de Carlos Álvarez.

## Biografía
Su padre fue Andrés Avelino Andrade Sáenz y su madre María Emilia Rossi Mauny. Sus abuelos maternos (de origen francés) fueron Bartolomé Rossi Lecuander y Emilia Mauny de Rossi
Sus padres fueron hacendados y su niñez la vivió en una hacienda en Bellavista.
Durante la secundaria, conoce a quien sería su compañera de trabajo en la comicidad, Esmeralda Checa, y quien se convertirá en una de sus mejores amigas hasta el final de sus días.
Años más tarde, en la década de 1970, conocida en Sudamérica como cantante y actriz teatral, ingresó a "Estrafalario", donde trabajó al lado de Guillermo Rossini, el Ronco Gámez, César Ureta y otros cómicos con los que en la década de 1980 volvería a trabajar en "Risas y salsa". Fue Augusto Polo Campos quien, primero, le crearia una personaje llamada Putilín de la Vaina. Pero sería con el personaje de Doña Cañona con la que sería reconocida. 
También formó parte del elenco de "Las mil y una de Carlos Álvarez", al lado del cómico e imitador Carlos Álvarez, quien señaló nunca haber conocido actriz como ella. 
Tras el fin de Risas y salsa, Andrade se retiró de la televisión.
Durante sus últimos años, tenía una diabetes controlada. El día domingo 15 de agosto de 2010, a las 10:20 de la mañana aproximadamente, sufrió un paro cardíaco, mientras descansaba en compañía de su familia y de su inolvidable compañera, Rosa, a la edad de 85 años. Su muerte fue anunciada al público por Panorama en el canal Panamericana Televisión, donde trabajó los últimos años de su carrera.